# Гулевцы (Винницкая область)
Гулевцы (укр. Гулівці) — посёлок, входит в Калиновский район Винницкой области Украины.
Население по переписи 2001 года составляло 378 человек. Почтовый индекс — 22447. Телефонный код — 4333. Занимает площадь 2,5 км². Код КОАТУУ — 521683806.

## Местный совет
22447, Вінницька обл., Калинівський р-н, с. Котюжинці, вул. Шкільна, 16а